# Trái tim bé bỏng (phim 2007)
Trái tim bé bỏng là bộ phim điện ảnh Việt Nam năm 2007 do Nguyễn Thanh Vân đạo diễn, Nguyễn Quang Lập viết kịch bản phỏng theo một số câu chuyện có thật. Diễn viên chính Lan Hà, Kim Hạnh, Hồng Ánh.

## Nội Dung
Mai, 16 tuổi, sống ở một vùng biển nghèo, cô có tình cảm với Đen và anh chàng có dự định hỏi cưới cô. Nhưng vì cuộc sống khó khăn nên dự định của họ bị trì hoãn, Mai nghe theo lời dụ dỗ của bà Tư quyết tâm ra thành phố để học may kiếm sống và ở đây cô bị bán, trở thành gái điếm. Minh, em Mai ở nhà mong ngóng một ngày cũng được ra thành phố như chị để thực hiện khát vọng đổi đời. Khi biết mình bị HIV, Mai đã trở về để ngăn Minh không bước nhầm vào con đường cô đã đi. Cô đã trở về làng, nhưng Minh đã lên xe theo bà Tư ra thành phố.

## Phân vai
- Lan Hà vai Mai
- Hồng Ánh vai Mẹ Mai
- Kim Hạnh vai Minh

## Sản xuất
Thông qua một bài báo, đạo diễn Nguyễn Thanh Vân biết được câu chuyện về những cô gái trẻ miền biển, lên thành phố kiếm sống và rơi vào các cạm bẫy. Ông đã "đặt hàng" nhà văn Nguyễn Quang Lập soạn thành kịch bản.
Sau nhiều lựa chọn, cuối cùng vai diễn Mai ban được giao cho Đỗ Nguyễn Lan Hà - lúc này là sinh viên Âm nhạc trường Nghệ thuật Huế. Trước đó cô từng tham gia phim Đời cát của Nguyễn Thanh Vân.
Bộ phim được nhận tài trợ từ Quỹ Global Film Initiative (GFI - Tổ chức Sáng kiến phim toàn cầu) của Mỹ; nhờ đó bộ phim được tài trợ giai đoạn hậu kỳ tại Thái Lan bởi Hãng phim Xanh và như vậy phim đủ tiêu chuẩn để tham dự các giải thưởng và liên hoan phim quốc tế. Trái tim bé bỏng là phim VN thứ 2 nhận được sự giúp đỡ tài chính này, sau phim Mùa len trâu năm 2005.
Những cảnh khỏa thân của Lan Hà trong có diễn viên đóng thế, cô cũng học bơi lội để thực hiện vai diễn.

## Giải thưởng

### Giành giải
Trong Giải Cánh diều 2007, hạng mục phim điện ảnh Trái tim bé bỏng và Nụ hôn thần chết cùng giành giải Cánh diều bạc với kết quả chênh nhau 0.1 điểm.
| Năm  | Sự kiện                              | Giải thưởng                 | Nhận giải         | Ghi chú                 |
| ---- | ------------------------------------ | --------------------------- | ----------------- | ----------------------- |
| 2007 | Giải Cánh diều 2007                  | Cánh diều bạc               | (bộ phim)         | Không có Cánh Diều Vàng |
| 2007 | Giải Cánh diều 2007                  | Âm nhạc xuất sắc            | Nguyễn Quốc Trung |                         |
| 2007 | Giải Cánh diều 2007                  | Đạo diễn xuất sắc           | Nguyễn Thanh Vân  |                         |
| 2007 | Giải Cánh diều 2007                  | Nữ diễn viên chính          | Lan Hà            | [ 9 ]                   |
| 2007 | Giải Cánh diều 2007                  | Giải Báo chí bình chọn      | (bộ phim)         |                         |
| 2009 | Liên hoan phim Việt Nam - lần thứ 16 | Nữ diễn viên chính xuất sắc | Lan Hà            |                         |
| 2009 | Liên hoan phim Việt Nam - lần thứ 16 | Nữ diễn viên phụ xuất sắc   | Hồng Ánh          | [ 10 ]                  |
| 2009 | Liên hoan phim Việt Nam - lần thứ 16 | Bằng khen của Ban giám khảo | (bộ phim)         |                         |

### Đề cử
| Năm  | Sự kiện                        | Giải / Hạng mục               | Đối tượng | Ghi chú |
| ---- | ------------------------------ | ----------------------------- | --------- | ------- |
| 2008 | Liên hoan phim quốc tế Bangkok | Phim Đông Nam Á xuất sắc nhất | Bộ phim   | [ 11 ]  |